# Bugia (província)

Mapa da Argélia com a localização da província de Bugia.

Bugia (em árabe: بجاية; em berbere: Bgayet; em francês: Bougie) é uma província da Argélia situada 230 km a leste de Argel. Integra a região cultural da Cabília, de população predominantemente berbere, e sua capital é a cidade de Bugia.
A província possui 19 distritos e 52 comunas (cidades). Sua população é de 912.577  habitantes (Censo de 2008).